# Józef Antoni Podoski
Józef Antoni Podoski herbu Junosza (ur. w 1710, zm. 17 stycznia 1779) – wojewoda płocki w 1761 roku, kuchmistrz wielki litewski w 1750 roku, generał-adiutant królewski, generał lejtnant wojsk koronnych w 1758 roku, generał  major wojsk koronnych w 1754 roku, starosta bobrownicki w latach 1744–1754, starosta dobrzyński, karaczkowski, pokrzywnicki, złotoryjski, ambasador Rzeczypospolitej w Imperium Osmańskim w latach 1759–1760.

## Życiorys
Od 1724 roku uczył się w Kolegium Jezuitów w Braniewie. Poseł województwa płockiego na sejm nadzwyczajny 1732 roku. W 1733 roku podpisał z ziemią dobrzyńską i województwem ruskim elekcję Stanisława Leszczyńskiego.
Był delegatem z ziemi dobrzyńskiej w konfederacji dzikowskiej 1734 roku. Poseł ziemi dobrzyńskiej na sejm nadzwyczajny pacyfikacyjny 1736 roku. Poseł ziemi dobrzyńskiej na sejm grodzieński 1744 roku.
W latach 1759–1760 poseł do Konstantynopola. Podobnie jak poprzedni poseł Jan Wandalin Mniszech (1755–1756)  uzyskał różne korzyści w zakresie stosunków handlowych między Rzplitą a Polską. Ponadto otrzymał od Turków potwierdzenie przyjaznych stosunków między obu państwami.
Był członkiem konfederacji Czartoryskich w 1764 roku. W czasie elekcji 1764 roku został sędzią generalnego sądu kapturowego. Był konsyliarzem konfederacji generalnej 1764 roku. W 1764 roku podpisał elekcję Stanisława Augusta Poniatowskiego z województwa płockiego. Komisarz z Senatu Komisji Wojskowej Koronnej. W 1764 roku na sejmie koronacyjnym wyznaczony do komisji do compositio inter status.
Był członkiem konfederacji radomskiej 1767  roku. 23 października 1767 roku wszedł w skład delegacji Sejmu, wyłonionej pod naciskiem posła rosyjskiego Nikołaja Repnina, powołanej w celu określenia ustroju Rzeczypospolitej. Członek konfederacji 1773 roku. 18 września 1773 roku podpisał traktaty cesji przez Rzeczpospolitą Obojga Narodów ziem zagarniętych przez Rosję, Prusy i Austrię w I rozbiorze Polski. Członek konfederacji Andrzeja Mokronowskiego w 1776 roku.
W 1757 roku odznaczony Orderem Orła Białego. Kawaler Orderu Świętego Stanisława w 1766 roku.